# Шумаковский сельсовет (Курский район)
Шумако́вский сельсовет — муниципальное образование со статусом сельского поселения в Курском районе Курской области Российской Федерации.
Административный центр — деревня Большое Шумаково.

## История
Статус и границы сельсовета установлены Законом Курской области от 21 октября 2004 года № 48-ЗКО «О муниципальных образованиях Курской области».

## Население
| 2002  | 2010  | 2012  | 2013  | 2014  | 2015  | 2016  |
| ----- | ----- | ----- | ----- | ----- | ----- | ----- |
| 1711  | ↘1608 | ↘1545 | ↘1491 | ↗1589 | ↘1556 | ↘1535 |
| 2017  | 2018  | 2019  | 2020  | 2021  |       |       |
| ↗1548 | ↗1570 | ↘1561 | ↘1553 | ↘1271 |       |       |

## Состав сельского поселения
| № | Населённый пункт | Тип населённого пункта          | Население |
| - | ---------------- | ------------------------------- | --------- |
| 1 | Большое Шумаково | деревня, административный центр | ↘785      |
| 2 | Введенское       | село                            | ↘642      |
| 3 | Малая Шумаковка  | деревня                         | ↘181      |